# Geum heterocarpum
Geum heterocarpum är en rosväxtart som beskrevs av Pierre Edmond Boissier. Geum heterocarpum ingår i släktet nejlikrotsläktet, och familjen rosväxter. Utöver nominatformen finns också underarten G. h. oligocarpum.